# Jos Verdier
H.J. (Jos) Verdier (Cirebon (Nederlands-Indië), 19 maart 1941) is een voormalig Nederlands politicus. Hij was Nederlands eerste allochtone burgemeester. Verdier is lid van het Christen-Democratisch Appèl (CDA).
In 1951 kwam Verdier naar Nederland met familie die zich in Hoensbroek vestigde. Na zijn opleiding HBS–A aldaar rondde hij in 1966 zijn studie sociologie af met het doctoraalexamen aan de Katholieke Universiteit van Tilburg. Na zijn studie in Tilburg heeft hij een jaar gewerkt bij het Nederlands Sociaal Centrum te Amsterdam. Van 1967 tot 1971 was hij als medewerker Planning en Opbouw werkzaam bij het Provinciaal Opbouworgaan "Stichting Zeeland" in Middelburg. Vanaf 1971 tot en met 1985 was hij werkzaam bij de Vereniging Nederlandse Gemeenten (VNG) als waarnemend hoofd Lichamelijke Opvoeding, Sport en Recreatie en vanaf 1982 reizend ambassadeur (contactfunctionaris) van de VNG.
Tijdens zijn werk bij de VNG werd zijn interesse in de politiek gewekt en hij was van 1974 tot 1978 raadslid in de gemeente Leiderdorp. In de daarop volgende raadsperiode was Verdier wethouder Onderwijs, Personeel en Bestuurszaken.
In januari 1985 werd hij benoemd tot burgemeester van Uitgeest. Daarna werd hij op 1 juli 1995 benoemd als burgemeester van Huizen. Op 23 maart 2006 werd Verdier koninklijk onderscheiden tot Ridder in de Orde van Oranje-Nassau waarna hij op 1 april 2006 afscheid nam als burgemeester in verband met zijn pensionering.
Verdier is ook na zijn pensioen erg actief, zo is hij onder andere nog interim-voorzitter van SV Huizen.